# Brebu (Prahova)
Brebu is een Roemeense gemeente in het district Prahova.
Brebu telt 7602 inwoners.